# Kutchubaea montana
Kutchubaea montana är en måreväxtart som beskrevs av Julian Alfred Steyermark. Kutchubaea montana ingår i släktet Kutchubaea och familjen måreväxter.
Artens utbredningsområde är Peru. Inga underarter finns listade i Catalogue of Life.